# Eastern Oregon University

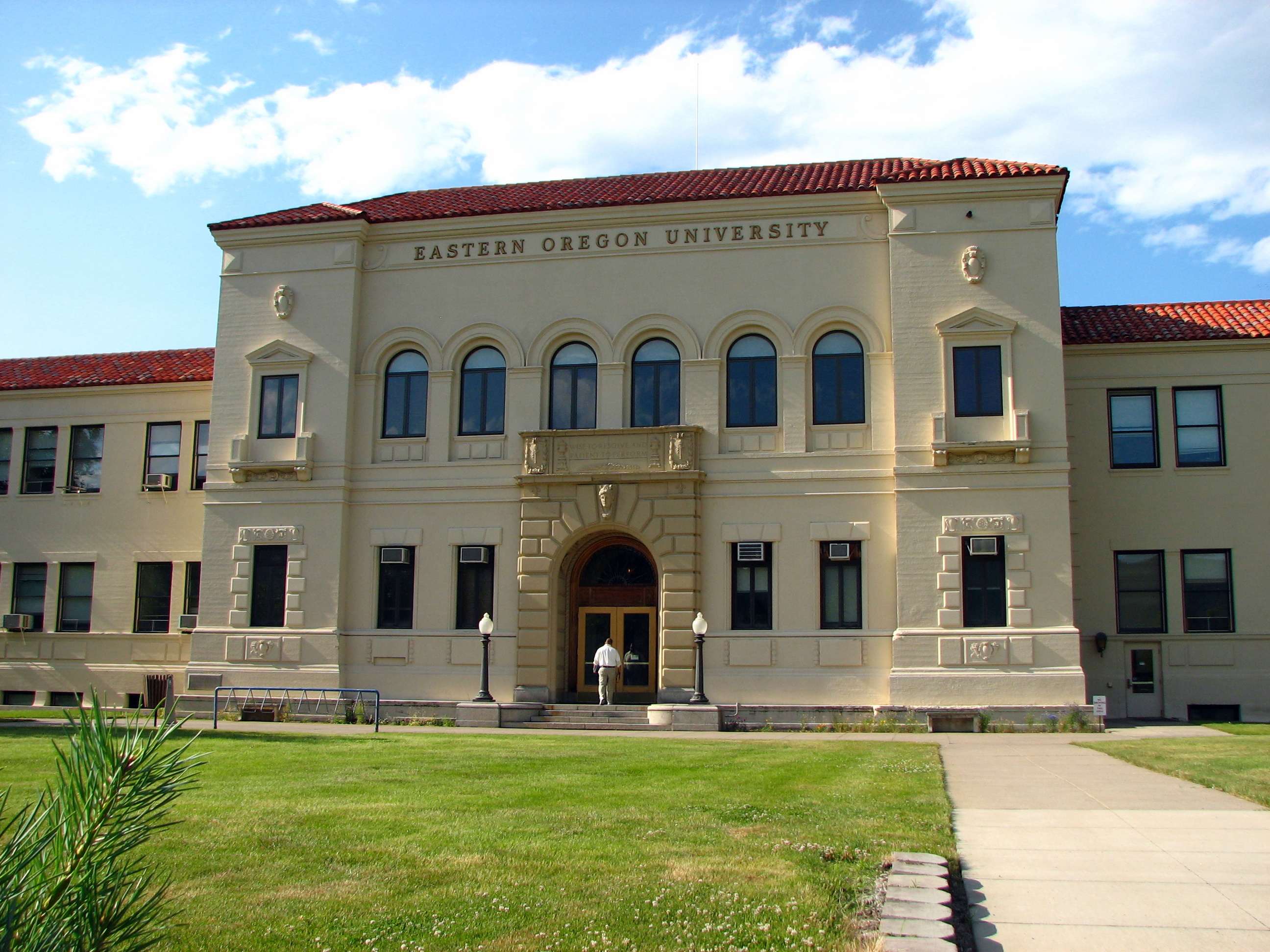
Verwaltungsgebäude

Die Eastern Oregon University (EOU) ist eine staatliche Hochschule in La Grande im US-Bundesstaat Oregon. Gegründet 1929, ist sie die nach Studentenzahl kleinste staatliche Hochschule in Oregon.

## Geschichte
Die heutige Hochschule wurde 1929 als Normalschule, der Eastern Oregon Normal School gegründet. Im Jahre 1939 änderte man den Namen in Eastern Oregon College of Education um dann im Jahre 1956 in Eastern Oregon College geändert zu werden. 1997 bekam die Hochschule ihren heutigen Namen.

## Organisation und Studium
Die Hochschulen ist in Colleges und Divisionen gegliedert:
- College of Business
- College of Education
- College of Arts & Sciences

## Bekannte Absolventen
- Rod Chandler, Politiker
- Leo Plass, ein ehemaliger Lehrer der mit 99 Jahren seinen Abschluss machte[3]